# Szilszeg
Szilszeg vagy Szuszek (szerbül Сусек / Susek) falu Szerbiában, a Vajdaságban, a Dél-bácskai körzetben.

## Fekvése
Szerémségben, Újvidéktől 35 km-re nyugatra, a Duna jobb partján fekszik, közigazgatásilag Belcsény község része. A település lakott területe 45 km², tengerszint feletti magassága 96 méter.

## Nevének eredete
Neve a magyar szil (szilfa) és a szeg (sarok, szeglet) szavak összetételéből származik. A szerb Susek elnevezés is a magyarból eredeztethető.

## Története
Már a római korban létezett itt település. A települést elsőként Zilzegh néven említették. A középkorban többször említették Újlaki Miklós birtokaként és történeti emlékek szerint várkastélya is volt itt neki, de felszíni nyoma nincs a kastélynak. Nevezetességeként említi egy török forrás 1549-ben az Akolov ortodox monostort, melyet 1614-re már leromboltak. Lakossága 1910-ben 2039 főt számlált és jelentős szlovák kisebbség mellett, többségben szerbek lakták. A trianoni békeszerződésig Szerém vármegye Újlaki járásához tartozott. A második világháborúban a település lakói közül többen a partizánokat támogatták, ezért 252 helybelit megöltek a nácik. A település szerb ortodox templomának nevezetessége, hogy ikonosztázát 1779-ben Teodor Kračun mester festette.

## Jegyzetek

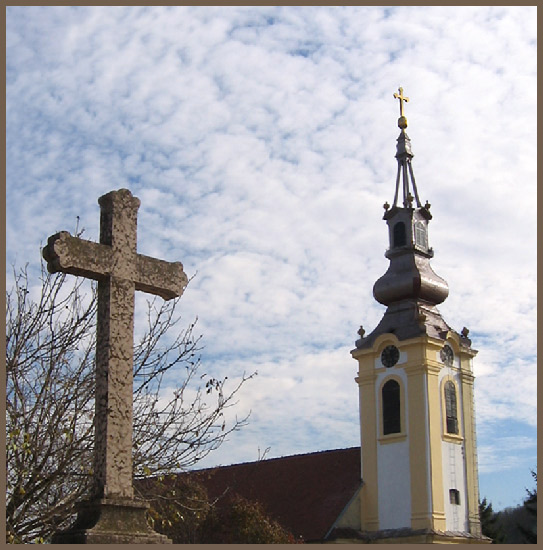
A görögkeleti templom

## Népesség

### Demográfiai változások
| 1948 | 1953 | 1961 | 1971 | 1981 | 1991 | 2002 |
| ---- | ---- | ---- | ---- | ---- | ---- | ---- |
| 1444 | 1490 | 1502 | 1440 | 1217 | 1137 | 1132 |

## Külső hivatkozások
- Belcsény község települései. Magyarlakta települések fórumai. regiok.pirula.net. [2007. augusztus 25-i dátummal az eredetiből archiválva]. (Hozzáférés: 2010. szeptember 28.)
- Szilszeg. mapquest.com. (Hozzáférés: 2010. szeptember 28.)